# Mälarpirater (1959)
Mälarpirater är en svensk dramafilm som hade biopremiär i Sverige den 26 december 1959, i regi av Per G. Holmgren efter Sigfrid Siwertz roman Mälarpirater från 1911.

## Om filmen
Romanen Mälarpirater filmades första gången 1923 i regi av Gustaf Molander. Både Holmgrens och Molanders filmer är milt sagt fria till romanförlagan, medan den tredje filmatiseringen från 1987 med regi av Allan Edwall följer Sigfrid Siwertz roman mer troget.

## Rollista i urval

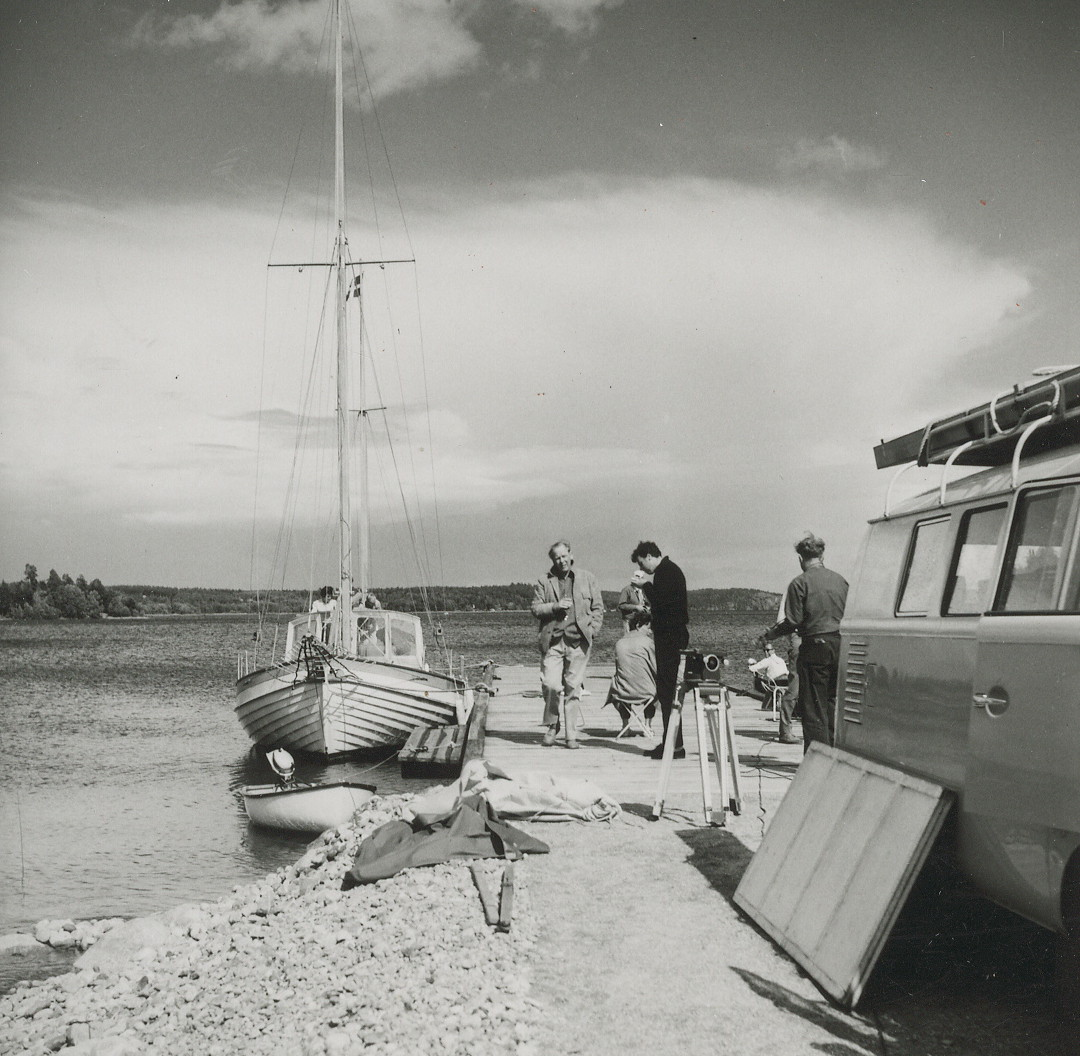
Filmen "Mälarpirater" under inspelning vid Sturehovs brygga i juli 1959.

- Svenerik Perzon - Fabian Scholke, 20 år
- Carl-Åke Eriksson - Georg "Jojje" Schalén, 18 år
- Tomas Bolme - Erik "Jerka" Schalén, Jojjes bror, 14 år
- Gunnar Björnstrand - greve Louis Leerhousen till Tollerö
- Åke Grönberg - Frasse Flinta
- Sven-Eric Gamble - Johan, grevens betjänt
- Monica Nielsen - Eva, grevens sondotter
- Christina Lundquist - Karin, Flintas dotterdotter
- Elof Ahrle - lastbilschauffören
- Hans Strååt - borgmästare Konrad Schalén, Georgs och Eriks farbror
- Sif Ruud - Kristin, hembiträde hos borgmästaren
- Gunnar Olsson - Karl Scholke, sotarmästare, Fabians styvfar
- Jan Malmsjö  Max
- Ilse-Nore Tromm - fru Scholke, Fabians mor

## Musik i filmen
- En liten prinsessa, kompositör och text Per Peter, sång Monica Nielsen
- Vilde Bill, kompositör och text Per Peter, sång Svenerik Perzon
- Vals (Grönberg), kompositör Åke Grönberg, instrumental.

### Fotnoter
1. ↑  ”Mälarpirater”. Svensk filmdatabas. 26 december 1959. http://www.sfi.se/sv/svensk-filmdatabas/Item/?itemid=4605&type=MOVIE&iv=Basic. Läst 15 oktober 2016.